# Tommaso Rinaldi (Wasserspringer)
Tommaso Rinaldi (* 18. Januar 1991 in Rom) ist ein italienischer Wasserspringer. Er startet im Kunstspringen vom 1-m- und 3-m-Brett sowie mit Michele Benedetti im 3-m-Synchronspringen. Er springt für den Verein G.S. Fiamme Oro Roma und wird von seinem Vater Domenico Rinaldi, selbst erfolgreicher Wasserspringer und zweifacher Olympiateilnehmer, trainiert. Tommaso Rinaldi ist Sportsoldat bei der Marina Militare.
Rinaldi feierte bei der Junioren-Europameisterschaft 2006 und 2007 seine ersten internationalen Erfolge. Er gewann im Jahr 2006 Bronze vom 1-m-Brett und im Jahr 2007 Silber im 3-m-Synchronspringen. 2011 nahm er erstmals an internationalen Wettkämpfen im Erwachsenenbereich teil. Bei der Europameisterschaft in Turin erreichte er mit Benedetti Rang sieben im 3-m-Synchronspringen. Er nahm auch an der Weltmeisterschaft in Shanghai teil, vom 1-m-Brett schied er im Vorkampf aus, im 3-m-Synchronspringen errang er mit Benedetti Rang zehn.